# Paragaleus tengi
Espèce
Répartition géographique
Statut de conservation UICN

 EN : En danger
Paragaleus tengi, le Milandre belette, est une espèce de requins de la famille des Hemigaleidae.

## Distribution
Cette espèce se rencontre dans l'océan Pacifique Ouest, des côtes du Japon jusqu'à celles du Viêt Nam.

## Description
Paragaleus tengi mesure jusqu'à 88 cm. Son dos est gris ou brun-gris, son ventre est clair.

## Publication originale
- Chen, J. T. F. (1963). A review of the sharks of Taiwan. Biological Bulletin, Tunghai University, Department of Biology, College of Science, Ichthyology Series. 1: 1-102.